# Установка фракціонування в Тіба
Установка фракціонування в Тіба – складова виробничого майданчика компанії Japan Synthetic Rubber, розташованого на протилежному від столиці країни узбережжі Токійської затоки.
Станом на другу половину 2010-х у Тіба працюють одразу чотири установки парового крекінгу – по дві у концерну Maruzen та спілки Mitsui/Idemitsu (ще одна установка концерну Sumitomo припинила роботу в 2015-му). Всі вони споживають важку (як для нафтохімії) сировину, тому продукують великі об’єми фракції С4. Остання подається на установку компанії Japan Synthetic Rubber (JSR), котра має потужність з вилучення 130 тисяч тонн бутадієну на рік. Цей діолефін споживається самою ж JSR, яка спеціалізується у виробництві синтетичного каучуку. Зокрема, на майданчику в Тіба можуть випускати 96 тисяч тонн бутадієнового каучуку на рік (в тому числі 24 тисячі тонн 1,2-полібутадієну).
Можливо також відзначити, що введена в експлуатацію у 1968 році установка бутадієну в Тіба стала другим подібним виробництвом JSR після об’єкту в Йоккаїті.